# سیارک ۱۳۶۸۶
سیارک ۱۳۶۸۶ (به انگلیسی: 13686 Kongozan، نامگذاری:1997QS4)۱۳۶۸۶مین سیارک کشف شده‌است که در ۳۰ اوت ۱۹۹۷ کشف شد.